# Friedrich Wilhelm Wegner
Friedrich Wilhelm Wegner (* 14. März 1836 in Klöden; † 8. Juli 1898 in Barmen) war ein deutscher Kommunalbeamter in Preußen.

## Leben
Der Sohn eines Rittergutsbesitzers besuchte in Wittenberg das Gymnasium. Nach dem Abitur studierte er an der Friedrichs-Universität Halle drei Semester Philosophie und Theologie und danach sechs Semester Jura. Seit 1856 war er Mitglied des Corps Teutonia Halle. 1860 begann er seine Laufbahn als Kommunalbeamter in Preußen. 1867 wurde er Bürgermeister von Ueckermünde (Vorpommern), 1869 Bürgermeister in Witten/Ruhr und am 1. April 1873 Nachfolger von Otto Keller als  Bürgermeister von Duisburg. Am 24. Juli 1876 zum Oberbürgermeister ernannt, wurde er von Preußens König Wilhelm I. in das Preußische Herrenhaus berufen. Wegner blieb in Duisburg bis zum 15. Oktober 1879 im Amt. Danach übernahm er das Amt des Oberbürgermeisters von Barmen, das er bis 1898 innehatte. In diese Zeit fiel auch die 1894 erfolgte Entscheidung für den Bau der Wuppertaler Schwebebahn. Am 1. September 1893 erhielt er den Charakter Geheimer Regierungsrat. Wegner starb mit 62 Jahren im Amt.  